# Briñas
Briñas é um município da Espanha 
na província e comunidade autónoma de La Rioja, de área 2,40 km² com população de 252 habitantes (2007) e densidade populacional de 105,0 hab./km².

## Demografia
| Variação demográfica do município entre 1991 e 2004 | Variação demográfica do município entre 1991 e 2004 | Variação demográfica do município entre 1991 e 2004 | Variação demográfica do município entre 1991 e 2004 |
| --------------------------------------------------- | --------------------------------------------------- | --------------------------------------------------- | --------------------------------------------------- |
| 1991                                                | 1996                                                | 2001                                                | 2004                                                |
| 191                                                 | 197                                                 | 217                                                 | 226                                                 |